# 5183 Robyn
5183 Robyn (1990 OA1) là một tiểu hành tinh vành đai chính được phát hiện ngày 22 tháng 7 năm 1990 bởi E. F. Helin ở Palomar.